# (Can't Get My) Head Around You
"(Can't Get My) Head Around You" é um single da banda estadunidense The Offspring, lançado em 2004 pela gravadora Columbia Records.
O videoclipe da canção apresenta a banda tocando em um cúpula com luzes fluorescentes, sendo que foram alvejadas seiscentas câmeras no qual a página ofical da banda na Internet chama de "The ultimate performance video" (em português: "A derradeira performance em um vídeo"). Esse é o primeiro videoclipe do grupo que mostra o baterista Atom Willard tocando tambores.

## Faixas[3]
1. "(Can't Get My) Head Around You" – 2:15
2. "Gotta Get Away" (ao vivo) – 3:44
3. "Come Out and Play" (ao vivo) – 3:12
4. "The Kids Aren't Alright" (BBC Radio 1) – 4:14

## Significado musical
A canção reflete o seu título, na medida em que o narrador é incapaz de descobrir a razão que a situação da canção os põe, como por exemplo no trecho "Every single day what you say makes no sense to me" (em português: "Em todos os dias que você fala, você não me sensibliza"), e em "I'll never really know what's really going on inside you", (em português: "Eu realmente não conseguirei saber o que acontece em seu interior") o narrador isinua a razão de sua insegurança e está "Covering them up like a cut", (em português: "Cobrindo-os como um corte") o narrador então duvida de sua capacidade para revelar o mistério, e a canção também insinua que as inseguranças crecem cada vez mais no trecho "The cut's getting deeper" (em português: "O corte se torna cada vez mais profundo").

## Composição sonora
A canção alterna entre ligeiros e pesados tons de distorção na guitarra, que são impulsionados pelos segmentos — no primeiro versículo os tons são mais suaves, enquanto no segundo verso o coral canta mais afoitamente e alto.